# Andrei Wladimirowitsch Schepelenko
Andrei Wladimirowitsch Schepelenko (russisch Андрей Владимирович Шепеленко; * 12. Mai 1980 in Podgorny, Russische SFSR) ist ein russischer Eishockeyspieler, der seit 2015 beim Sokol Krasnojarsk in der Wysschaja Hockey-Liga unter Vertrag steht.

## Karriere
Andrei Schepelenko begann seine Karriere als Eishockeyspieler bei Kedr Nowouralsk, für dessen Profimannschaft er von 1998 bis 2001 in der Wysschaja Liga, der zweiten russischen Spielklasse, aktiv war. Anschließend spielte er zwei Jahre lang für dessen Ligarivalen Dinamo-Energija Jekaterinburg, ehe er in der Wysschaja Liga jeweils eine Spielzeit bei seinem Ex-Klub Kedr Nowouralsk und HK Metschel Tscheljabinsk verbrachte. Die Saison 2005/06 begann er beim HK Sibir Nowosibirsk in der Superliga, verließ diesen jedoch bereits nach acht Einsätzen und beendete die Spielzeit bei dessen Ligarivalen Sewerstal Tscherepowez. Von 2006 bis 2008 spielte er für den Superliga-Teilnehmer Neftechimik Nischnekamsk. 
Von 2008 bis 2010 spielte Schepelenko jeweils ein Jahr lang in der Wysschaja Liga für Awtomobilist Jekaterinburg und Gasowik Tjumen. Zur Saison 2010/11 schloss er sich erneut Awtomobilist Jekaterinburg an, das in der Zwischenzeit in die Kontinentale Hockey-Liga aufgenommen worden war. In seiner ersten KHL-Spielzeit erzielte er in 54 Spielen fünf Tore und sieben Vorlagen. 

## KHL-Statistik
(Stand: Ende der Saison 2010/11)